# Хънтли
Вижте пояснителната страница за други значения на Хънтли.
Хънтли (на английски: Huntly, на гаелски Hunndaidh) е град в Североизточна Шотландия.

## География
Разположен е в област Абърдийншър около вливането на реките Девърън и Боуги като мястото на вливането им остава зад северната част на града. Областният център Абърдийн се намира на 39 km на югоизток от Хънтли. На изток от Хънтли на около 45 km по въздуха, поради липса на пряк път се намира град Питърхед. Има жп гара от 1854 г. по линията между Абърдийн и Инвърнес. Население 4460 жители от преброяването през 2004 г.  Архив на оригинала от 2012-01-25 в Wayback Machine..

## История
Първите сведения за града датират от 1180 г., когато тук е построен замъкът Хънтли Касъл. Руините на този замък са запазени и до наши дни. През 1799 г. градът вече е наброявал около 3000 жители.

## Спорт
Представителният футболен отбор на града носи името ФК Хънтли. Редовен участник е в петия ешелон на шотландския футбол аматьорската шотландска Хайланд дивизия.

## Личности
Родени
- Джордж Макдоналд (1824-1905), шотландски писател и поет

## Побратимени градове
- Хънтли, Нова Зеландия